# اجایل (ماهواره)
اجایل (به ایتالیایی: Astro‐Rivelatore Gamma a Immagini Leggero) یک ماهواره نجومی اشعه ایکس و گاما، متعلق به آژانس فضایی ایتالیا (ASI) است. این ماهواره در ۲۳ آوریل ۲۰۰۷ به مدار زمین در ارتفاع ۵۵۳–۵۲۴ کیلومتری ارسال شد.